# V-Varen Nagasaki
V-Varen Nagasaki (japonsky V・ファーレン長崎) je japonský fotbalový klub z města Nagasaki hrající v J2 League. Klub byl založen v roce 2005. V roce 2013 se připojili do J.League, profesionální japonské fotbalové ligy. Svá domácí utkání hraje na Transcosmos Stadium Nagasaki.